# Emma de Cartosio
Emma de Cartosio (Concepción del Uruguay, 1928- 25 de octubre de 2013) fue una escritora, poetisa, cuentista, ensayista y docente argentina.

## Biografía
Nació en Concepción del Uruguay, provincia de Entre Ríos. Egresó de la Facultad de Filosofía y Ciencias de la Educación de la Universidad Nacional de La Plata.
Cultivó indistintamente géneros diversos. En Argentina es reconocida sobre todo por su poesía. Integró diversas instituciones culturales. Becaria por el Instituto de Cultura Hispánica, Madrid, 1963, allí estudió la poesía española contemporánea y publicó artículos sobre el tema, en varios de los principales diarios de Argentina y España.
Residió en París en 1965 y 1969. Dio conferencias sobre literatura en general y poesía en particular, en países latinoamericanos y en el interior de Argentina. Viajera incansable visitó Europa, África, Medio Oriente y numerosos países de Latinoamérica, sobre dichos viajes escribió crónicas para el diario La Nación y otros periódicos. Escritora de lengua española, escribió también en francés un libro de cuentos por lo que podemos también considerarla como una escritora francófona.
Falleció el 25 de octubre de 2013 a la edad de 91 años. Sus restos fueron cremados el mismo día de su deceso.

## Obras
- Madura soledad, 1948.
- Antes de tiempo, 1950.
- Cuentos del ángel que bien guarda, 1958.
- El arenal perdido, 1958.
- Elegías analfabetas, 1960.
- Tonticanciones para Grillito, 1962.
- La lenta mirada, 1964.
- En la luz de París, 1967.
- Cuando el sol selle las bocas, 1968.
- Contes et récits de La Pampa, 1971.
- Cuentos para la niña del retrato, 1973.
- Cuentos del perdido camino, 1976.
- Automarginada, 1980.
- Allá tiempo y hace lejos, 1993.

## Premios
- Faja de Honor de la SADE (Sociedad Argentina de Escritores), Argentina, 1948.
- Fondo Nacional de las Artes, Argentina, 1962.
- Premio Accessit Leopoldo Panero, España, 1967.
- Fondo Nacional de las Artes, Argentina, 1968.
- Pluma de Plata, Pen Club Internacional de Buenos Aires, Argentina, 1980.
- La Fleur de Laure, Francia, 1980.
- Premio Dupuytren, Argentina, 1980.
- Faja de Honor de la Sade (Sociedad Argentina de Escritores), Argentina, 1993.
- Premio Trayectoria, Gente de Letras de Buenos Aires, Argentina, 2000.